# Cosworth DFV

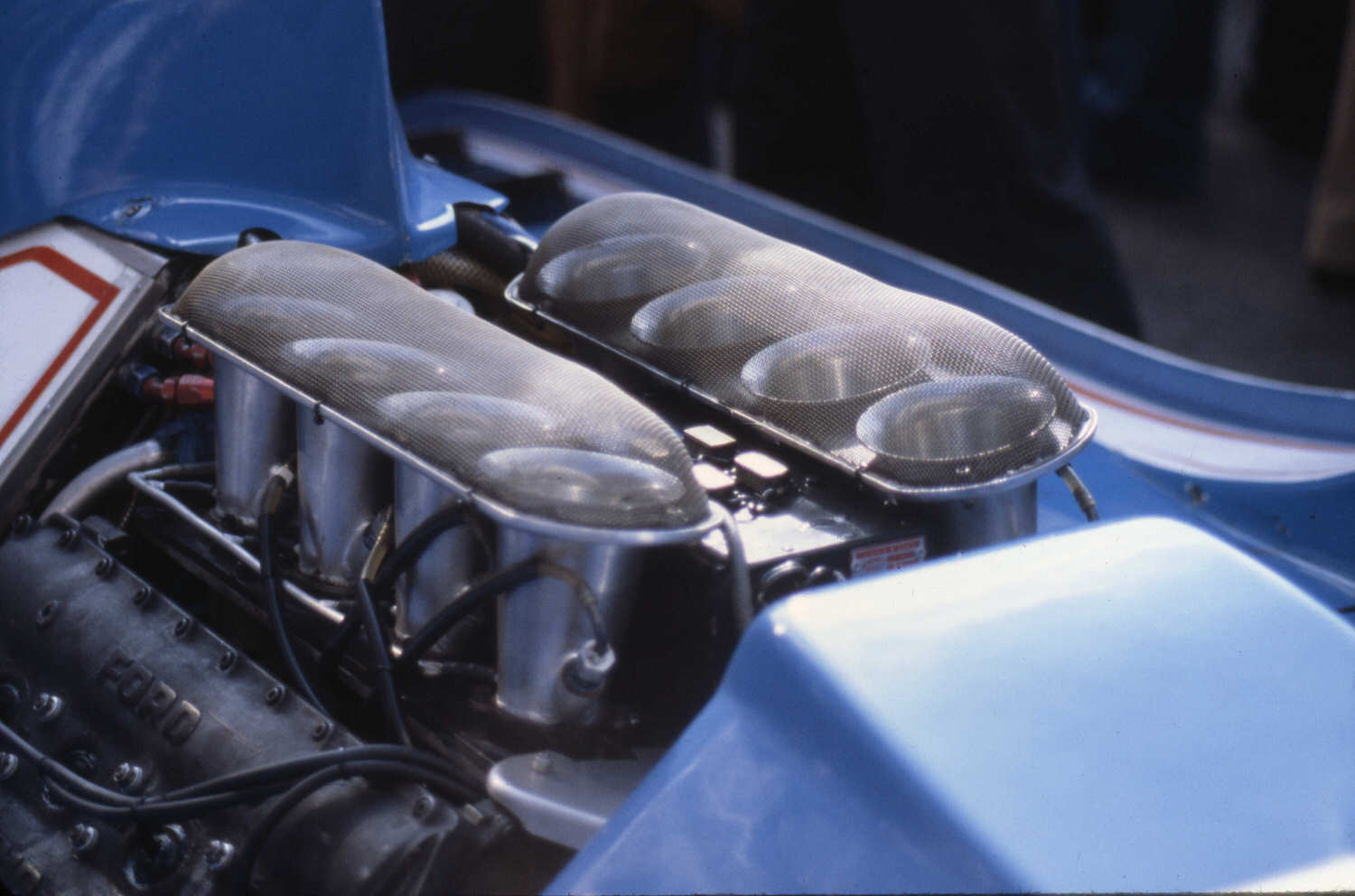
O Ford Cosworth DFV do Ligier JS11

O DFV foi um motor V8 desenvolvido pela Cosworth para a Fórmula 1. O motor foi nomeado de DFV por causa do nome em inglês Double Four Valve. Durante dez temporadas, a Ford financiava os motores.
Foi um motor de muito sucesso na Fórmula 1, sendo introduzido em 1967 e saindo apenas em 1985, além de ter os motores baseados nele como DFY, DFZ, DFR e o DFX, este último era uma variação biturbo para a Fórmula Indy. Entre 1969 e 1973 todos os títulos de pilotos da Fórmula 1 foram conquistadas por carros movidos com o DFV, tendo o motor conquistado um total de 155 vitórias em 262 corridas e 12 títulos de pilotos e 10 de construtores durante o período em que foi utilizado. 

## Ligações externos
- Darren Galpin. (22 de Junho de 1999) A história do Cosworth DFV. 8W.